# Diomedeoididae
Diomedeoides — доисторический род морских птиц. Семейство относилось к отряду Procellariformes, который сегодня состоит из альбатросов и буревестников. В настоящее время это единственный род в семействе Diomedeoididae. Существует три описанных вида. Систематика семейства и рода все ещё нуждается в пересмотре, и вполне вероятно, что название рода Diomedeoides на самом деле является младшим синонимом Rupelornis (van Beneden, 1871).
Окаменелости этого рода были найдены в олигоценовых и миоценовых породах в Европе и Иране. Два вида, D. brodkorbi и D. lipsiensis, известны из Центральной Европы, третий вид, D. babaheydariensis, известен только из Ирана.